# Nyoma papiella
Nyoma papiella là một loài bọ cánh cứng trong họ Cerambycidae.